# Séraphine (filme)
Séraphine é um filme de drama biográfico franco-belga de 2008 dirigido por Martin Provost e escrito por ele e Marc Abdelnour. O filme é estrelado por Yolande Moreau e Ulrich Tukur. Séraphine ganhou o prêmio César de melhor filme em 2009.

## Sinopse
Em 1912, o colecionador de arte alemão Wilhelm Uhde aluga um apartamento em Senlis para escrever e descansar de sua vida parisiense. Ele contrata uma faxineira, Séraphine Louis, de 48 anos. Algum tempo depois, Uhde descobre uma pintura feita por Séraphine e decide revelar seu talento ao mundo.

## Elenco
- Yolande Moreau como Séraphine Louis
- Ulrich Tukur como Wilhelm Uhde
- Anne Bennent como Anne-Marie Uhde
- Geneviève Mnich como Madame Duphot
- Nico Rogner como Helmut Kolle
- Adélaïde Leroux como Minouche
- Serge Larivière como Duval
- Françoise Lebrun
- Anne Benoît

## Recepção
Séraphine foi aclamado pela crítica. O agregador de resenhas Rotten Tomatoes relata que 82% dos 92 críticos deram ao filme uma crítica positiva, com uma classificação média de 7,5/10. O consenso do website diz: "Séraphine é um filme francês bem-feito que captura efetivamente a experiência de uma mulher com arte, religião, e doenças mentais, e que traz uma atuação brilhante de Yolande Moreau." No Metacritic, o filme possui uma nota de 84/100, baseada em 22 críticas e indicando "aclamação universal". Jason Solomons, do The Guardian, disse que "a vida de Séraphine de Senlis pelo olhar de Martin Provost é um estudo de sutileza digno de [Gustave] Flaubert."

## Prêmios e indicações
- César
  - Venceu: Melhor atriz (Yolande Moreau)
  - Venceu: Melhor fotografia (Laurent Brunet)
  - Venceu: Melhor figurino (Madeline Fontaine)
  - Venceu: Melhor filme
  - Venceu: Melhor música original (Michael Galasso)
  - Venceu: Melhor direção de arte (Thierry François)
  - Venceu: Melhor roteiro original (Marc Abdelnour e Martin Provost)
  - Indicado: Melhor diretor (Martin Provost)
  - Indicado: Melhor som (Emmanuel Croset, Ingrid Ralet e Philippe Vandendriessche)
- Prêmios do Cinema Europeu
  - Indicado: Melhor atriz (Yolande Moreau)
- Associação de Críticos de Cinema de Los Angeles
  - Venceu: Melhor atriz (Yolande Moreau)
- Sociedade Nacional de Críticos de Cinema
  - Venceu: Melhor atriz (Yolande Moreau)